# Guy (película)
Guy es una película francesa dirigida, escrita y protagonizada por Alex Lutz, estrenada en 2018.

## Sinopsis
Gauthier, un joven periodista, se entera por su madre que es el hijo ilegítimo de Guy Jamet, un famoso cantante francés cuyo apogeo se fue alargando desde los sesenta hasta los noventa. Armado con una cámara, Gauthier decide seguir a Guy, grabando su rutina diaria y sus conciertos hasta crear un documental.

## Reparto
- Alex Lutz como Guy Jamet.
- Tom Dingler como Gauthier.
- Pascale Arbillot como Sophie Ravel.
- Nicole Calfan como Stéphanie Madhani.
- Dani como Anne-Marie.
  - Élodie Bouchez como Anne-Marie joven.
- Marina Hands como Kris-Eva.
- Bruno Sanches como Frédéric.
- Anne Marivin como Marie-France.
- Nicole Ferroni como Juliette Bose.
- Sarah Suco como Sara.
- Brigitte Roüan como la madre de Gauthier.
- Catherine Hosmalin como la amiga.
- Alessandra Sublet como ella misma.
- Julien Clerc como él mismo.
- Michel Drucker como él mismo.

## Premios y nominaciones
- Premios Lumieré
  - Mejor Actor para Alex Lutz (ganador)
  - Mejor Música para Vincent Blanchard y Romain Greffe (ganadores)
- Premios César
  - César a la Mejor Película (nominada)

César al Mejor Director para Alex Lutz (nominado)
- - César al Mejor Actor para Alex Lutz (ganador)
  - César a la Mejor Música para Vincent Blanchard y Romain Greffe (ganadores)
  - César al Mejor Guion para Alex Lutz, Anaïs Deban y Thibault Segouin (nominados)
  - César al Mejor Sonido para Yves-Marie Omnès, Antoine Baudouin y Stéphane Thiébaut (nominados)
- Globe de cristal
  - Mejor Película de Comedia (nominada)
  - Mejor Actor de Comedia para Alex Lutz (nominado)